# شصت و یکمین جشنواره بین‌المللی فیلم برلین
شصت و یکمین جشنواره بین‌المللی فیلم برلین از ۱۰ تا ۲۰ فوریه سال ۲۰۱۱ برگزار شد. فیلم شهامت واقعیِ برادران کوئن افتتاحیه جشنواره را آغاز کرد. خرس طلایی به فیلم ایرانی جدایی نادر از سیمین به کارگردانی اصغر فرهادی اهدا شد که به عنوان فیلم اختتامیه جشنواره نیز حضور داشت. آرمین مولر استال، هنرپیشه آلمانی، جایزهٔ خرس طلایی افتخاری یک عمر دستاورد هنری را دریافت کرد.

## هیئت منصفه

### مسابقه اصلی
افراد زیر به عنوان اعضای هیئت داوران جشنواره معرفی شدند.
- ایزابلا روسلینی، بازیگر ایتالیایی - رئیس هیئت داوران
- جان چپمن، تهیه‌کننده استرالیایی
- نینا هوس، بازیگر آلمانی
- عامر خان، بازیگر، کارگردان، فیلمنامه‌نویس و تهیه‌کننده هندی
- گای مدین، کارگردان و فیلمنامه‌نویس کانادایی
- سندی پاول، طراح لباس بریتانیایی

علاوه بر این، جشنواره جایی را در هیئت داوران برای جعفر پناهی، کارگردان زندانی ایرانی، «به منظور نشان دادن حمایت آن از مبارزه او برای آزادی» برپا کرد.

### جایزه بهترین فیلم اول
- بتینا بروکمپر، تهیه‌کننده آلمانی
- اساف گاورون، نویسنده و موسیقی‌دان اسرائیلی
- میشل اوهایون، کارگردان، فیلمنامه‌نویس و تهیه‌کننده مراکشی

### مسابقه فیلم کوتاه
- نان گلدین، عکاس آمریکایی
- ابراهیم لطایف کارگردان، فیلمنامه‌نویس و تهیه‌کننده تونسی
- رنن شور، کارگردان، فیلمنامه‌نویس و تهیه‌کننده اسرائیلی